# Vanilla dilloniana
Vanilla dilloniana là một loài thực vật có hoa trong họ Lan. Loài này được Correll miêu tả khoa học đầu tiên năm 1946.